# Sinterklaas en het Gevaar in de Vallei
Sinterklaas en het Gevaar in de Vallei is een sinterklaasfilm die uit 2003 geregisseerd door Martijn van Nellestijn.

## Verhaal
Paul van Gorcum is te zien als gemene professor die het Sinterklaasfeest probeert te verstoren.
De Pieten, onder leiding van agent De Bok en de Premierpiet, moeten zien te voorkomen dat het feest in de soep loopt.

## Hoofdrollen
- Paul van Gorcum
- Edmond Classen
- Pamela Teves
- Rudi Falkenhagen
- Lee Towers
- Johan Vlemmix
- Henk Wijngaard